# Dialoghi della vita armonica
Dialoghi della vita armonica è una serie di racconti fantastici di Paola Masino, pubblicata a puntate sulla rivista mensile Domus tra il gennaio 1941 e il novembre 1942.
Consta di 18 capitoli.
Ai primi 8 capitoli segue un capitolo dal titolo Intermezzo; concludono l'opera i successivi 9 capitoli.
L'opera non è mai stata pubblicata in volume intero.